# Ileana Cosânzeana

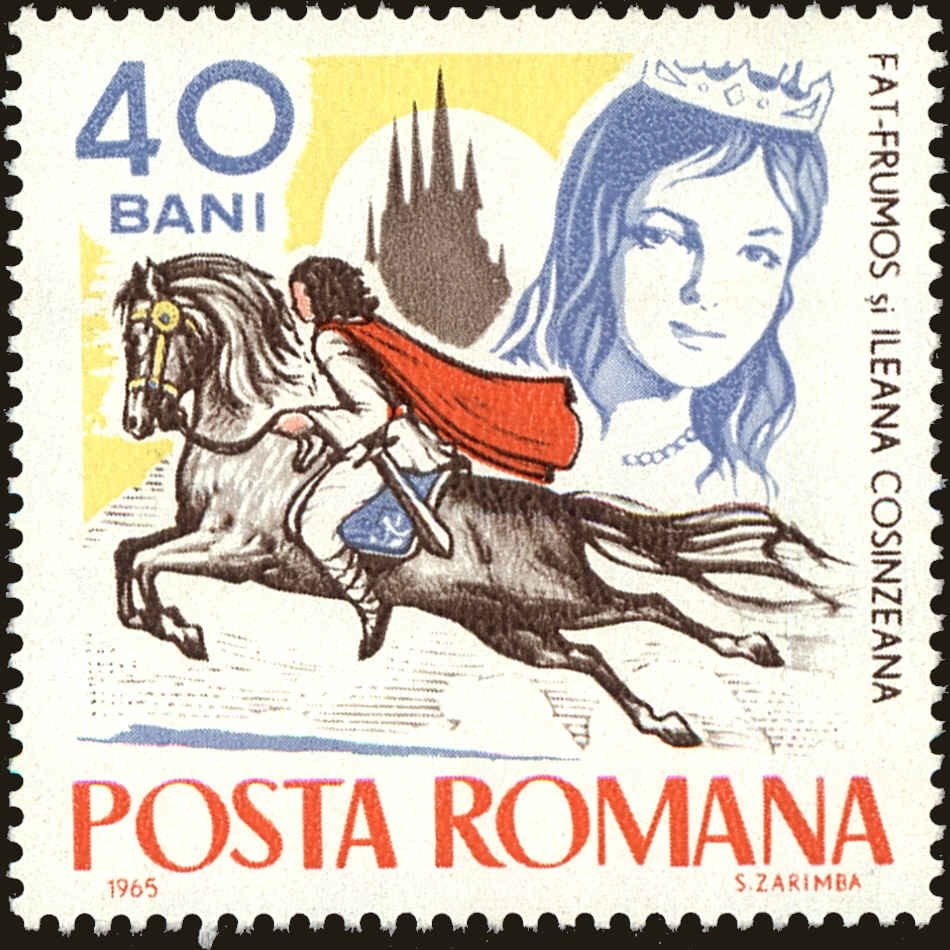
Sello rumano. El sello forma parte de la colección realizada por el pintor SERGIU ZARIMBA, Bucarest 1965

Elena Hadabella (en rumano Ileana Cosânzeana) es una figura de la mitología rumana. Se la representa como una bella y bondadosa princesa o hija de un emperador,  o se la describe como un hada con inmensos poderes.

## Nombres
Según la profesora Nina Cuciuc, su nombre también puede traducirse o escribirse de la siguiente manera: Cosînzeana, Cosenzeana, Sânziana, Sînziana, Ileana Kossinzana, Helena Cossinzana e Ileana Cosînzeana Sora Soarelui ("Hermana del Sol"). También se la puede describir como "Reina de las Flores".
Según Adela Ileana Draucean, el nombre Ileana deriva del nombre griego Helena o Elena, y cosânzeana está vinculado a sânziană, una festividad rumana y otro término para designar a las hadas en la mitología rumana.
El folclorista Lazar Saineanu tradujo su nombre al francés como Hélène aux cheveux d'or (sic) ("Helena de cabello dorado") y en español se puede traducir como Elena Hadabella que contiene el nombre de pila, Elena, y que une en el apellido la referencia a su belleza y a las hadas, como también ocurre en rumano, dado que el verbo rumano "a cosânza" es una forma arcaica que significa "adornar", "embellecer" y que "zâna" hace referencia a las hadas en el folclore rumano.
El lingüista rumano Sorin Paliga también enumera varios nombres alternativos para el personaje: Ileana Simziana ("Elena Hadaflora"), Floarea Florilor ("la Flor de las Flores"); Frumoasa lumii ("La Belleza del Mundo"); Zâna dobrozâna ("Hada Buenhada" del rumano zână, proveniente del latín Diana, que significa 'hada', y, según él, la palabra eslava dobr 'bueno'). A veces se la llama Rora y Rozuna, que, según Paliga, contiene la palabra para "rocío", lo que -argumenta- la conecta con una deidad del amanecer y la vegetación. Otra teoría propone un origen parcial a partir de la palabra Constantiana del latín tardío, tal vez influenciada por la pronunciación griega *Cosandiana. Esto puede deberse a una asociación con Santa Elena, la madre del emperador Constantino el Grande, posteriormente influenciada por sânziană y asociada con las hadas. 

## En el folclore
En el folclore rumano, Ileana es el concepto original de la belleza femenina, la más bella entre las hadas o de las mujeres: sus ojos parecen el sol, su cuerpo es como el mar y sus vestidos están hechos de flores. Perlas y oro fluyen de su boca cuando canta. También se dice que usa su magia blanca para curar o revivir. Ileana Cosânzeana representa la imaginación más poética del genio rumano. Ella personifica la belleza, la juventud y el alma angelical, en una palabra, la perfección de la humanidad. Es un personaje mítico con poderes sobrenaturales y con rasgos simbólicos. Ileana Cosânzeana logra derrotar a las fuerzas del mal porque es valiente, inteligente, modesta y diligente.

### Ileana como la luna
Ileana Cosânzeana es "la muchacha de cabello dorado y ojos azules" y, sostiene la profesora Adela Ileana, representa la "contraparte femenina" del "arquetipo solar masculino": el príncipe Făt-Frumos. Por otra parte, varios estudiosos abogan por un aspecto lunar de Ileana Cosânzeana, también debido a su posible etimología que la conecta con la diosa romana Diana y por asociación con la luna.
También se dice que la luna era venerada como Ileana Sânziana ("Elena Hadasanta"). El folclorista rumano Marcu Beza afirmó que la luna aparece como la Hermana del Sol en un villancico rumano "popular" (colinda), y también en una balada de Transilvania. 
En una leyenda recogida por Tereza Stratilesco, el sol quiere casarse, pero no encuentra una esposa adecuada. Avista a un grupo de nueve doncellas, entre ellas Ileana Simziana ("Elena Hadaflora"), "la hermana del sol". Ella intenta disuadirlo de casarse con su propia hermana imponiéndole tareas difíciles. Mientras tanto, Ileana se persigna y se sumerge en el mar, transformándose en barbo. El sol ordena a los pescadores que la busquen, pero ellos sólo encuentran el pez. Los santos se apiadaron de ella, la sacaron del mar y la llevaron a ver a Adán y Eva, quienes la “pulen” y la bautizaron “Luna”. Dios la coloca entonces como contraparte del sol. 
Beza también documentó una versión de la historia recogida por su compañero folclorista G. Dem. Teodorescu, en la cual la Luna intenta retrasar la boda pidiéndole al Sol que cree un puente de hierro sobre el Mar Negro y una escalera hacia el cielo.

### Personajes similares
El folclorista rumano Lazar Saineanu comparó a la rumana Ileana Cosânzeana con la albanesa Bukura e dheut ("Belleza de la Tierra") y la húngara Tündér Ilona ("Hada Elena"). 

## En cuentos
En algunos cuentos “Ileana Cosânzeana” es el hada de las flores de primavera, que da a cada flor su perfume, aunque también tiene el poder de quitárselo. Los elfos la aman, al igual que las flores; incluso el viento ama a Ileana, pero nunca podrá atraparla. En el mito, ella es una hermosa princesa secuestrada por Zmeu (un equivalente del dragón), quien la encierra en su castillo y espera que ceda a su propuesta de matrimonio. Ella es salvada por Făt-Frumos, que es análogo al Príncipe Azul. Făt-Frumos pasa por muchas pruebas mientras se dirige hacia Ileana Cosânzeana. Finalmente, lucha contra Zmeu, lo vence y libera a Ileana Cosânzeana. Ambos viven felices para siempre. 
En algunos cuentos se describe que Ileana Cosânzeana tiene un hermano mayor: Vereda el Valiente (Verea Viteazul).
En el cuento Ileana Cosânzeana, din cosita floarea-i canta, noua imparatii asculta ("Elena Hadabella, la flor que tiene en su pelo trenzado está cantando, nueve reinos están escuchando"), la princesa está asociada con la música a través de una flor mágica que produce canciones celestiales.

## Personajes relacionados
En el folclore rumano existe otra hada con un nombre similar: Iana Sânziana o "Diana Hadasanta" en español (ro). Según Adela Ileana, no pueden confundirse entre sí, a pesar de algunas similitudes: ambas son efectivamente hadas, pero Iana es un personaje celestial o astral, mientras que Ileana Cosânzeana es "una humana, ctónica". Iana también muestra rasgos de un personaje solar, siendo la hermana del sol.